# افزوان (آيت عمر)
افزوان هو دُوَّار يقع بجماعة ويسلسات، إقليم ورززات، جهة درعة تافيلالت في المملكة المغربية. ينتمي الدوّار لمشيخة آيت عمر التي تضم 16 دوار. يقدر عدد سكانه بـ 11 نسمة حسب الإحصاء الرسمي للسكان والسكنى لسنة 2004.

## روابط خارجية
- البوابة الوطنية للجماعات الترابية
- المندوبية السامية للتخطيط